# Computer and Video Games
Ne doit pas être confondu avec VideoGames & Computer Entertainment.
Pour les articles homonymes, voir CVG.
Computer and Video Games (CVG, Computer & Video Games ou Computer + Video Games) est un magazine et site web britannique spécialisé dans le jeu vidéo. Lancé en novembre 1981, le magazine fut l'un des premiers du genre. Sa diffusion s'est arrêtée en 2004.

## Historique
Computer and Video Games est communément abrégé CVG (C+VG dans les années 1980 et 1990). Le premier numéro est publié en novembre 1981. Au début des années 1980, le magazine se concentre sur les Micro-ordinateurs (Sharp MZ-80K, ZX Spectrum, etc…), et couvre également les articles sur les jeux d'arcade,,,,.
En octobre 1987, Computer and Video Games évolue et suit les tendances du marché avec le no 72, le pigiste Tony Takoushi rédige une rubrique dédiée aux consoles de salon intitulée Mean Machines. Le magazine élargit sa couverture des jeux vidéos de console, cette rubrique deviendra très populaire au point que le groupe de presse EMAP la transformera en magazine à part entière, le premier numéro Mean Machines paraît en octobre 1990.
Le marché des ordinateurs personnels commencent à décliner au début des années 1990 avec l'arrivée de la Mega Drive et de la Super Nintendo en Europe, Computer and Video Games est alors contraint de se concentrer davantage sur les consoles de salon.